# Bouba Ndjida nationalpark
Bouba Ndjida nationalpark är en nationalpark i Kamerun.   Den ligger i regionen Norra regionen, i den nordöstra delen av landet, 600 km nordost om huvudstaden Yaoundé. Bouba Ndjida nationalpark ligger 329 meter över havet.